# Недільне нафтогазоконденсатне родовище
Недільне нафтогазоконденсатне родовище — дуже дрібне родовище у Харківській області України.

## Опис
Відноситься до Північного борту нафтогазоносного району Східного нафтогазоносного регіону України.
Родовище відкрили у 2008 році внаслідок спорудження компанією «Укргазвидобування» пошукової свердловини № 1 глибиною 3100 метрів, в якій отримали приток вуглеводнів з інтервалу 2292—2302 метра. Надалі розміри родовища уточнили за допомогою ще п'яти свердловин № 2, 2-біс, 3 (тут тестували інтервал 1970—1974 метрів), 4 та 5.
Вуглеводні пов'язані із породами московського та башкирського ярусів середнього карбону, у яких виявлено кілька газоконденсатних і один нафтовий поклади. Колектори — пісковики та алевроліти з пористістю від 15 % до 24 %.
В Державному балансі за родовищем рахуються початкові видобувні запаси категорій С1 та С2 у розмірі 141 млн м3 газу та 5 тисяч тон конденсату.
Родовище ввели в експлуатацію у 2009—2010 роках шляхом підключення свердловин № 1 та № 3 до установки комплексної підготовки газу Юліївського родовища за допомого шлейфів діаметром 114 мм та довжиною 8 км і 12 км. Втім, вже на початку 2010-х свердловина № 3 зупинилась через обводнення.
Станом на початок 2021 року з родовища видобуто 119 млн м3 газу, 5 тисяч тон конденсату та 21 тона нафти.
В 2021 році власник Недільного родовища вирішив вважати його частиною Кузьмичівсько-Недільного нафтогазоконденсатного родовища.